# Bystřice pod Hostýnem
Bystřice pod Hostýnem (niem. Bistritz am Hostein) – miasto w Czechach, w kraju zlinskim. Według danych z 31 grudnia 2003 powierzchnia miasta wynosiła 2 681 ha, a liczba jego mieszkańców 8 727 osób.

## Demografia
| Rok             | 1970  | 1980  | 1991  | 2001  | 2003  |
| --------------- | ----- | ----- | ----- | ----- | ----- |
| Liczba ludności | 7 605 | 8 462 | 8 441 | 8 787 | 8 727 |

Źródło: Czeski Urząd Statystyczny